# Lida Šošoni
Lida Šošoni, jedna od skupina Zapadnih Šošona koji su živjeli u južnoj Nevadi u dolini Lida Valey na području današnjeg okruga Esmeralda blizu grada duhova, Lida. 
Steward (1938) spominje da imaju sela ili logore u Clayton Valleyu; Kamuva ii Wipa, nekoliko milja istočno od Goldfielda; Montezuma; Old Camp, na sjevernoj strani Gold Mountaina; Pauwaha' (Lida); Tumbasai'uwi, na Stonewall Mountainu.
U dolini Lida, Šošoni su dolazili u kontakt sa Sjevernim Pajutima, s kojima su dijelili izvore hrane.